# 가이 스콧
가이 린지 스콧(영어: Guy Lindsay Scott, 문화어: 가이 스코트, 1944년 6월 1일 ~ )은 잠비아의 정치인이다. 소속 정당은 국가개발통일당(2021년 ~ 현재)이며 과거에는 다당제 민주운동(1990년 ~ 1996년), 애국전선(2001년 ~ 2016년) 소속이었다. 2011년부터 2014년까지 잠비아의 부통령을 역임했고 2014년부터 2015년까지 잠비아의 대통령 권한대행을 역임했다.

## 생애
가이 스콧은 남부주 리빙스턴에서 스코틀랜드 태생의 아버지와 잉글랜드 태생의 어머니 사이에서 태어났으며 케임브리지 대학교 경제학과 학사 학위, 서식스 대학교 인지학과 박사 학위를 받았다. 1990년에 다당제 민주운동에 합류하면서 정계에 입문했고 2001년에 애국전선으로 자리를 옮겼다. 2011년 9월 23일부터 2014년 10월 29일까지 마이클 사타 대통령 하에서 잠비아 역사상 백인으로는 최초로 부통령을 역임했다.
가이 스콧은 2014년 10월 29일에 마이클 사타 대통령이 사망한 이후부터 잠비아 헌법에 따라 최대 90일 동안에 걸쳐 대통령 권한대행을 역임하게 되었는데 1994년에 남아프리카 공화국의 프레데리크 빌렘 데 클레르크 대통령이 퇴임한 이후에 처음으로 등장한 사하라 이남 아프리카 국가 출신의 백인 대통령이 되었다. 하지만 잠비아 헌법에서는 대통령 선거에 출마하려는 후보자는 부모가 잠비아에서 태어났거나 잠비아 혈통이어야 한다고 규정하고 있기 때문에 가이 스콧은 2015년 1월에 실시된 잠비아 대통령 선거에 출마할 수 없었다.
가이 스콧은 2015년 1월 25일에 에드거 룽구 대통령이 취임하면서 권한대행 자리에서 물러났고 2016년에 애국전선에서 탈당했다. 2021년에는 국가개발통일당에 합류했다.